# Giro de Lombardía 1905
El Giro de Lombardía 1905, la 1.ª edición de esta clásica ciclista, se disputó el 12 de noviembre de 1905, con un recorrido de 266 km entre Milán y Como. El vencedor final fue el italiano Giovanni Gerbi, que se impuso en la línea de llegada conmás de 40 minutos de ventaja a los italianos Giovanni Rossignoli y Luigi Ganna, que acabaron segundo y tercero respectivamente.

## Clasificación final
| Posición | Ciclista            | Equipo          | Tiempo       |
| -------- | ------------------- | --------------- | ------------ |
| 1        | Giovanni Gerbi      | Maino           | 6h57'00      |
| 2        | Giovanni Rossignoli | Bianchi         | + 40' 11"    |
| 3        | Luigi Ganna         | Rudge Whithirth | + 40' 46"    |
| 4        | Carlo Galetti       | Individual      | + 51' 58"    |
| 5        | Carlo Mairani       | Individual      | + 1h 32' 08" |
| 6        | Alfredo Jacorossi   | Rudge Whithirth | + 1h 33' 08" |
| 7        | Battista Danesi     | Turkheimer      | m. t.        |
| 8        | Andrea Massironi    | Rudge Whithirth | + 1h 42' 08" |
| 9        | Luigi Mori          | Individual      | + 1h 43' 08" |
| 10       | Gualtiero Farina    | Bianchi         | + 1h 46' 08" |